# Noords Kampioenschap 1964/67
Het Noords Kampioenschap 1964/67 was de 9e editie van dit voetbaltoernooi. Het toernooi werd gespeeld tussen 28 juni 1964 en 5 november 1967. Er waren vier deelnemers. Zweden werd kampioen.

## Eindstand
| Team       | Gsp | W | G | V | DV | DT | DS  | Ptn |
| ---------- | --- | - | - | - | -- | -- | --- | --- |
| Zweden     | 12  | 5 | 4 | 3 | 22 | 14 | +8  | 14  |
| Denemarken | 12  | 5 | 2 | 5 | 22 | 16 | +6  | 12  |
| Finland    | 12  | 5 | 2 | 5 | 14 | 17 | –3  | 12  |
| Noorwegen  | 12  | 3 | 4 | 5 | 13 | 24 | –11 | 10  |

## Wedstrijden

### 1964
|                                                  |                                  |       |         |                                                                                      |
| 20 augustus «onderlinge duels» 18:30 uur (UTC+2) | Noorwegen                        | 2 – 0 | Finland | Lerkendalstadion, Trondheim Toeschouwers: 17.056 Scheidsrechter: Einer Poulsen (DEN) |
| 20 augustus «onderlinge duels» 18:30 uur (UTC+2) | Harald Berg 20' Finn Seemann 30' |       |         | Lerkendalstadion, Trondheim Toeschouwers: 17.056 Scheidsrechter: Einer Poulsen (DEN) |

|                                              |                                                                           |       |                    |                                                                               |
| 28 juni «onderlinge duels» 17:00 uur (UTC+1) | Zweden                                                                    | 4 – 1 | Denemarken         | Malmö Stadion, Malmö Toeschouwers: 25.678 Scheidsrechter: Birger Nilsen (NOR) |
| 28 juni «onderlinge duels» 17:00 uur (UTC+1) | Hartwig Öberg 22' Harry Bild 47' Örjan Martinsson 57' Roger Magnusson 64' |       | 65' John Danielsen | Malmö Stadion, Malmö Toeschouwers: 25.678 Scheidsrechter: Birger Nilsen (NOR) |

|                                                 |                 |       |        |                                                                                      |
| 2 augustus «onderlinge duels» 18:00 uur (UTC+2) | Finland         | 1 – 0 | Zweden | Olympisch Stadion, Helsinki Toeschouwers: 15.551 Scheidsrechter: Helmut Köhler (DDR) |
| 2 augustus «onderlinge duels» 18:00 uur (UTC+2) | Harri Järvi 59' |       |        | Olympisch Stadion, Helsinki Toeschouwers: 15.551 Scheidsrechter: Helmut Köhler (DDR) |

|                                                  |                                     |       |                      |                                                                                    |
| 6 september «onderlinge duels» 15:00 uur (UTC+2) | Finland                             | 2 – 1 | Denemarken           | Olympisch Stadion, Helsinki Toeschouwers: 16.319 Scheidsrechter: Bertil Lööw (SWE) |
| 6 september «onderlinge duels» 15:00 uur (UTC+2) | Harri Järvi 24' Juhani Peltonen 76' |       | 85' Jørgen Rasmussen | Olympisch Stadion, Helsinki Toeschouwers: 16.319 Scheidsrechter: Bertil Lööw (SWE) |

|                                                   |                  |       |                          |                                                                                 |
| 20 september «onderlinge duels» 13:15 uur (UTC+1) | Noorwegen        | 1 – 1 | Zweden                   | Ullevaalstadion, Oslo Toeschouwers: 22.131 Scheidsrechter: Bobby Davidson (SCO) |
| 20 september «onderlinge duels» 13:15 uur (UTC+1) | Finn Seemann 55' |       | 40' (pen.) Bosse Larsson | Ullevaalstadion, Oslo Toeschouwers: 22.131 Scheidsrechter: Bobby Davidson (SCO) |

|                                                 |                     |       |           |                                                                                          |
| 11 oktober «onderlinge duels» 13:30 uur (UTC+1) | Denemarken          | 2 – 0 | Noorwegen | Københavns Idrætspark, Kopenhagen Toeschouwers: 40.700 Scheidsrechter: Erik Beijar (FIN) |
| 11 oktober «onderlinge duels» 13:30 uur (UTC+1) | Ole Madsen 43', 83' |       |           | Københavns Idrætspark, Kopenhagen Toeschouwers: 40.700 Scheidsrechter: Erik Beijar (FIN) |

### 1965
|                                             |                                             |       |               |                                                                                                  |
| 9 juni «onderlinge duels» 19:00 uur (UTC+1) | Denemarken                                  | 3 – 1 | Finland       | Københavns Idrætspark, Kopenhagen Toeschouwers: 33.400 Scheidsrechter: Gerhard Schulenburg (FRG) |
| 9 juni «onderlinge duels» 19:00 uur (UTC+1) | Ole Sørensen 47' (pen.) Ole Madsen 53', 60' |       | 7' Arto Tolsa | Københavns Idrætspark, Kopenhagen Toeschouwers: 33.400 Scheidsrechter: Gerhard Schulenburg (FRG) |

|                                              |                                 |       |                   |                                                                                            |
| 20 juni «onderlinge duels» 13:30 uur (UTC+1) | Denemarken                      | 2 – 1 | Zweden            | Københavns Idrætspark, Kopenhagen Toeschouwers: 50.000 Scheidsrechter: Birger Nilsen (NOR) |
| 20 juni «onderlinge duels» 13:30 uur (UTC+1) | Ole Madsen 18' Ole Sørensen 34' |       | 30' Örjan Persson | Københavns Idrætspark, Kopenhagen Toeschouwers: 50.000 Scheidsrechter: Birger Nilsen (NOR) |

|                                                 |                                                                          |       |           |                                                                                      |
| 8 augustus «onderlinge duels» 18:30 uur (UTC+2) | Finland                                                                  | 4 – 0 | Noorwegen | Olympisch Stadion, Helsinki Toeschouwers: 16.525 Scheidsrechter: Einar Boström (SWE) |
| 8 augustus «onderlinge duels» 18:30 uur (UTC+2) | Kai Pahlman 36' Asko Mäkilä 63' Markku Kumpulampi 79' Tommy Lindholm 88' |       |           | Olympisch Stadion, Helsinki Toeschouwers: 16.525 Scheidsrechter: Einar Boström (SWE) |

|                                                  |                                  |       |                                 |                                                                                  |
| 22 augustus «onderlinge duels» 13:30 uur (UTC+1) | Zweden                           | 2 – 2 | Finland                         | Skogsvallen, Luleå Toeschouwers: 13.970 Scheidsrechter: Carl Werner Hansen (DEN) |
| 22 augustus «onderlinge duels» 13:30 uur (UTC+1) | Harry Bild 2' Agne Simonsson 82' |       | 35' Kai Pahlman 55' Asko Mäkilä | Skogsvallen, Luleå Toeschouwers: 13.970 Scheidsrechter: Carl Werner Hansen (DEN) |

|                                                   |                                   |       |                                    |                                                                               |
| 26 september «onderlinge duels» 13:15 uur (UTC+1) | Noorwegen                         | 2 – 2 | Denemarken                         | Ullevaalstadion, Oslo Toeschouwers: 14.913 Scheidsrechter: Pehr Engblom (FIN) |
| 26 september «onderlinge duels» 13:15 uur (UTC+1) | Ole Stavrum 18' Erik Johansen 40' |       | 44' Tommy Troelsen 53' Ole Fritsen | Ullevaalstadion, Oslo Toeschouwers: 14.913 Scheidsrechter: Pehr Engblom (FIN) |

|                                                 |        |       |           |                                                                                |
| 31 oktober «onderlinge duels» 13:30 uur (UTC+1) | Zweden | 0 – 0 | Noorwegen | Råsundastadion, Solna Toeschouwers: 12.922 Scheidsrechter: Wacław Majdan (POL) |
| 31 oktober «onderlinge duels» 13:30 uur (UTC+1) |        |       |           | Råsundastadion, Solna Toeschouwers: 12.922 Scheidsrechter: Wacław Majdan (POL) |

### 1966
|                                             |                    |       |        |                                                                                      |
| 4 juni «onderlinge duels» 19:00 uur (UTC+2) | Finland            | 1 – 0 | Zweden | Olympisch Stadion, Helsinki Toeschouwers: 29.622 Scheidsrechter: Birger Nilsen (NOR) |
| 4 juni «onderlinge duels» 19:00 uur (UTC+2) | Tommy Lindholm 20' |       |        | Olympisch Stadion, Helsinki Toeschouwers: 29.622 Scheidsrechter: Birger Nilsen (NOR) |

|                                              |            |                   |           |                                                                                            |
| 26 juni «onderlinge duels» 13:30 uur (UTC+1) | Denemarken | 0 – 1             | Noorwegen | Københavns Idrætspark, Kopenhagen Toeschouwers: 27.500 Scheidsrechter: Curt Liedberg (SWE) |
| 26 juni «onderlinge duels» 13:30 uur (UTC+1) |            | 51' Erik Johansen |           | Københavns Idrætspark, Kopenhagen Toeschouwers: 27.500 Scheidsrechter: Curt Liedberg (SWE) |

|                                                  |                   |       |                    |                                                                                             |
| 14 augustus «onderlinge duels» 13:15 uur (UTC+1) | Noorwegen         | 1 – 1 | Finland            | Stavanger Stadion, Stavanger Toeschouwers: 11.500 Scheidsrechter: Gerhard Schulenburg (FRG) |
| 14 augustus «onderlinge duels» 13:15 uur (UTC+1) | Arne Pedersen 25' |       | 68' Tommy Lindholm | Stavanger Stadion, Stavanger Toeschouwers: 11.500 Scheidsrechter: Gerhard Schulenburg (FRG) |

|                                                   |                                  |       |                                                    |                                                                                    |
| 18 september «onderlinge duels» 13:15 uur (UTC+1) | Noorwegen                        | 2 – 4 | Zweden                                             | Ullevaalstadion, Oslo Toeschouwers: 24.551 Scheidsrechter: Bramming Sørensen (DEN) |
| 18 september «onderlinge duels» 13:15 uur (UTC+1) | Kjetil Hasund 9' Harald Berg 27' |       | 48' (pen.) Jan Karlsson 60', 63', 70' Tom Turesson | Ullevaalstadion, Oslo Toeschouwers: 24.551 Scheidsrechter: Bramming Sørensen (DEN) |

|                                                   |                                    |       |                      |                                                                                         |
| 18 september «onderlinge duels» 14:00 uur (UTC+2) | Finland                            | 2 – 1 | Denemarken           | Olympisch Stadion, Helsinki Toeschouwers: 19.223 Scheidsrechter: Kurt Tschenscher (FRG) |
| 18 september «onderlinge duels» 14:00 uur (UTC+2) | Pertti Mäkipää 37' Aulis Laine 61' |       | 14' Jørgen Jørgensen | Olympisch Stadion, Helsinki Toeschouwers: 19.223 Scheidsrechter: Kurt Tschenscher (FRG) |

|                                                 |                                        |       |                 |                                                                              |
| 6 november «onderlinge duels» 13:30 uur (UTC+1) | Zweden                                 | 2 – 1 | Denemarken      | Råsundastadion, Solna Toeschouwers: 16.780 Scheidsrechter: Toimi Olkku (FIN) |
| 6 november «onderlinge duels» 13:30 uur (UTC+1) | Agne Simonsson 27' Inge Danielsson 48' |       | 13' Finn Wiberg | Råsundastadion, Solna Toeschouwers: 16.780 Scheidsrechter: Toimi Olkku (FIN) |

### 1967
|                                             |         |                      |           |                                                                                   |
| 1 juni «onderlinge duels» 19:00 uur (UTC+2) | Finland | 0 – 2                | Noorwegen | Olympisch Stadion, Helsinki Toeschouwers: 6.672 Scheidsrechter: Arne Jensen (DEN) |
| 1 juni «onderlinge duels» 19:00 uur (UTC+2) |         | 20', 58' Olav Nilsen |           | Olympisch Stadion, Helsinki Toeschouwers: 6.672 Scheidsrechter: Arne Jensen (DEN) |

|                                              |                           |       |                   |                                                                                              |
| 25 juni «onderlinge duels» 13:00 uur (UTC+1) | Denemarken                | 1 – 1 | Zweden            | Københavns Idrætspark, Kopenhagen Toeschouwers: 49.100 Scheidsrechter: Kurt Handwerker (FRG) |
| 25 juni «onderlinge duels» 13:00 uur (UTC+1) | Kresten Bjerre 70' (pen.) |       | 56' Hans Selander | Københavns Idrætspark, Kopenhagen Toeschouwers: 49.100 Scheidsrechter: Kurt Handwerker (FRG) |

|                                                  |                                       |       |         |                                                                                     |
| 10 augustus «onderlinge duels» 19:00 uur (UTC+1) | Zweden                                | 2 – 0 | Finland | Råsundastadion, Solna Toeschouwers: 11.909 Scheidsrechter: Stanisław Eksztajn (POL) |
| 10 augustus «onderlinge duels» 19:00 uur (UTC+1) | Leif Eriksson 44' Inge Danielsson 74' |       |         | Råsundastadion, Solna Toeschouwers: 11.909 Scheidsrechter: Stanisław Eksztajn (POL) |

|                                                   |           |                                       |            |                                                                             |
| 24 september «onderlinge duels» 13:15 uur (UTC+1) | Noorwegen | 0 – 5                                 | Denemarken | Ullevaalstadion, Oslo Toeschouwers: 24.987 Scheidsrechter: Bo Nilsson (SWE) |
| 24 september «onderlinge duels» 13:15 uur (UTC+1) |           | 40', 41', 57', 60', 63' Erik Dyreborg |            | Ullevaalstadion, Oslo Toeschouwers: 24.987 Scheidsrechter: Bo Nilsson (SWE) |

|                                                 |                                                              |       |         |                                                                                             |
| 22 oktober «onderlinge duels» 13:30 uur (UTC+1) | Denemarken                                                   | 3 – 0 | Finland | Københavns Idrætspark, Kopenhagen Toeschouwers: 35.500 Scheidsrechter: Ivar Hornslien (NOR) |
| 22 oktober «onderlinge duels» 13:30 uur (UTC+1) | Johnny Hansen 33' Kresten Bjerre 67' (pen.) Finn Laudrup 74' |       |         | Københavns Idrætspark, Kopenhagen Toeschouwers: 35.500 Scheidsrechter: Ivar Hornslien (NOR) |

|                                                 |                                                                               |       |                                        |                                                                                |
| 5 november «onderlinge duels» 14:00 uur (UTC+1) | Zweden                                                                        | 5 – 2 | Noorwegen                              | Råsundastadion, Solna Toeschouwers: 14.078 Scheidsrechter: Rudi Glöckner (DDR) |
| 5 november «onderlinge duels» 14:00 uur (UTC+1) | Tom Turesson 13', 89' Inge Danielsson 39' Leif Eriksson 48' Leif Eriksson 85' |       | 57' (pen.) Odd Iversen 90' Olav Nilsen | Råsundastadion, Solna Toeschouwers: 14.078 Scheidsrechter: Rudi Glöckner (DDR) |